# 小行星8743
小行星8743（英語：8743 Keneke）是一颗围绕太阳公转的小行星。1998年3月1日，艾瑞克·怀特·埃尔斯特在拉西拉天文台发现了此天体。
这颗小行星的绝对星等为132.7495077041139等。